# Дом Худобина (Санкт-Петербург)
Дом Худо́бина (бытует также название Дом-стена или Дом-утюг) — доходный дом потомственного почётного гражданина, купца 2-й гильдии Александра Александровича Худо́бина.

## История
Пятиэтажное кирпичное здание в стиле модерн отличает необычная треугольной формы планировка основания дома, связанная с крайне невыгодными пропорциями выделенной под строительство земли. Участок этот существовал в таком виде со второй половины XVIII века, со времени прокладки Песчаной дороги. Примерно с 1868 года здание, существовавшее по адресу Боровая 21, как и сам участок, принадлежали семье А. А. Худобина.
Соседний дом, расположенный на углу Боровой (№ 23) и Глазовской (№ 21а) улиц, также принадлежал Худобиным. Изначально это здание, построенное в первой трети XIX века по проекту архитектора Александра Щедрина, принадлежало Александру Яковлевичу Худобину. Впоследствии перешло к его наследникам и несколько раз перестраивалось: в 1877 году по проекту Ивана Шапошникова; в 1900 году по проекту архитектора Николая Виташевского.
Строительство нового дома по Боровой улице 21, заказчиком которого выступил А. А. Худобин, начатое в конце 1890-х годов и, в основном, осуществлённое в первые годы нового века, было полностью окончено только в 1908 году. Все работы велись по проекту архитектора Михаила Борисовича Кварта (1870—1917).
Относительно недолгое время в доходном доме располагалась, как квартира самого Александра Александровича Худобина, так и двух его сыновей Петра и Николая Худобиных, и архитектора Кварта.
Находилось представительство Санкт-Петербургской компании морского, речного и сухопутного страхования «Надежда»; трактир крепких напитков Прасковьи Рубый
и пивная Н. Оленчикова.
В период военного коммунизма и последовавшей в 1918 году национализации с отменой частной собственности на недвижимость в городах, Худобинский дом полностью перешёл в собственность новой власти.

## Архитектурные особенности
С точки зрения решения фасадной части Дом Худобина являет собой характерный пример петербургского северного модерна. Высокие, дающие много света, окна, строгая ритмичность и сдержанно обозначенная декоративность; контраст открытой кладки красного кирпича и оштукатуренных элементов стены дополняют металлические орнаменты балконных решеток и ворот.
Наиболее любопытен внешний вид постройки с одного из ракурсов — от пересечения Боровой и Социалистической улиц дом производит впечатление декорации — максимальная ширина стены с этой стороны составляет примерно два метра. Изначально, по мысли архитектора, чердачный этаж в этом месте украшала (утраченная в советское время) изящная башенка — придававшая фасаду выразительность и пластическую завершённость
Дом является одной из достопримечательностей центральной части Санкт-Петербурга.
Здание известно также под именем архитектора Кварта.

## Современность
В период т. н. уплотнения в первые годы советской власти большинство квартир в доме стало коммунальными. На первом, выходящем на Боровую улицу, этаже располагались магазины, переплётное ателье (1980-е). В последующем, долгое время, работает аптека (2000-е), цветочный магазин и салон красоты (2020-е).
По данным на начало 2020 года в доме шесть этажей, три подъезда и один лифт. Квартир — 103 (проживает 123 человека). Есть газ. Горячая вода нагревается газовой колонкой. Нет мусоропровода. Общая площадь дома — 3053 м2 (жилая площадь — 2249 м2; нежилая площадь — 438 м2).
В результате строительства апарт-отеля в 2020 году эту достопримечательность безвозвратно закрыли от взглядов прохожих новым зданием.